# 厚葉柃木
厚葉柃木（学名：Eurya glaberrima）为茶科柃木屬下的一个种。

## 扩展阅读
- 維基物種上的相關：厚葉柃木